# Торпедо (футбольний клуб, Владимир)

Старий логотип (використовувався до 2015 року)

Футбольний клуб «Торпедо» Владимир або просто «Торпедо» (Владимир) (рос. АНО Футбольный клуб «Торпедо-Владимир») — професіональний російський футбольний клуб з міста Владимир, заснований 1959 року. Клубні кольори — чорний та білий.

## Хронологія назв
- 1959 — «Труд»
- 1960—1968 — «Трактор»
- 1969—1972 — «Мотор»

## Історія
Футбольна команда майстрів у Володимирі була організована в 1959 році за ініціативою обкому КПРС і керівництва тракторного заводу. Перший успіх до володимирських футболістам прийшов в 1966 році, коли «Трактор» посів перше місце в зональному турнірі та друге в півфіналі. Наступного десятиліття колектив двічі займав перші місця в своїй зоні і тричі брав участь у півфінальних турнірах найсильніших команд класу «Б» і другої ліги, однак домогтися підвищення в класі так і не зумів.
У 1982 і 1983 роках тракторозаводці в першостях СРСР участі не брали. У 1984 році команді Володимира знову була надана можливість виступати в другій лізі. У восьми останніх союзних першостях найкращими результатами у «Торпедо» стали 4-е місце в 1989 році і 3-є в 1991-му. Останній успіх ледь не вивів команду у вищу лігу чемпіонату Росії.
Рішенням РФС «Торпедо» все ж опинився в першій лізі. У 1993 році команда досягла найвищого досягнення у своїй історії — 6-о місця в західній зоні першої ліги. Наприкінці тієї першості на повний голос заявив про себе 21-річний Дмитро Вязьмікін, який забив з 30-го по 40-й тури 8 голів. Але 1994 рік виявився фатальним — «Торпедо» не врятували від вильоту до другої ліги навіть 24 м'ячі Вязьмікіна.
Транзитом через другу лігу в 1995 році володимирці, які втратили напередодні початку сезону більшу частину складу (Максим Путілін, Ігор Асланян, Владислав Хахалев перейшли в «Асмарал», Ігор Варламов — у московське «Динамо», Дмитро Вязьмікін — у «Сокіл»), вилетіли в третю, де відіграли два сезони. Вдалий виступ у 1997 році дозволило владимирського колективу «забронювати» місце в другому дивізіоні, але лише на два роки — за підсумками першості 1999 року володимирське «Торпедо» втратило професійний статус.
У сезоні 2000 року, футболісти «Торпедо» виграли першість і Кубок міжрегіональної федерації футболу «Золоте кільце» і повернулися до другого дивізіону.
Перші три сезони в зоні «Захід» пройшли для «Торпедо» під знаком боротьби за виживання, але вже в 2004 році команда змогла виграти першість. Цьому сприяло повернення в рідну команду з клубів прем'єр-ліги і першого дивізіону Дмитра Вязьмікін, Євгенія Дурнєва, Олега Глібова і прихід в колектив гравців переможця зони «Захід»-2003 — тульського «Арсеналу» — В'ячеслава Криканова, Дмитра Гунько, Сергія Кирпічнікова, Сергія Єгорова. Головним тренером володимирській команди став ще один її вихованець — Олег Стогов. 2 лютого 2005 року керівництво клубу заявило про відмову грати в першому дивізіоні, поступившись своїм місцем «Петротресту».
У 2005 році команда зробила ставку на Кубок Росії, де вперше дійшла до 1/16 фіналу і зустрілася з ЦСКА — на той час віце-чемпіоном Росії, чинним переможцем Кубка Росії і Кубка УЄФА. У двох наступних сезонах «Торпедо» зупинялося в кроці від повторення цього успіху, програючи в 1/32 фіналу петербурзькому «Зеніту-2» в 2006 і калінінградській «Балтиці» в 2007. Усі ці роки торпедівці показували стабільно високі результати і в першості Росії. З 23 жовтня 2003 року по 2 липня 2006 року володимирська команда провела 37 матчів на своєму полі і жодного разу не покинула його переможеною. Оновив свій особистий рекорд й Дмитро Вязьмікін, який забив за сезон-2004 25 м'ячів.
Ще один рекорд встановив у сезоні-2008 воротар «Торпедо» Євген Конюхов, який пропустив перший м'яч в свої ворота лише в 14-й грі першості. «Суха» серія голкіпера склала 1224 хвилини, а з урахуванням матчів на Кубок Росії — 1404 хвилини. «Чорно-білі», як і трьома роками раніше, дійшли до 1/16 фіналу Кубка країни і зіграли з ЦСКА, пропустивши від армійців в два рази більше, ніж за всі попередні матчі сезону — 1:4. Через три дні, 9 серпня, торпедівці зазнали першої поразки в першості, поступившись з рахунком 0:1 своєму головному конкуренту за вихід до першого дивізіону, клубу «МВС Росії». І все одно шанси на перемогу в зоні «Захід» у володимирських футболістів були дуже високими — станом на 1 вересня відрив «Торпедо» від «МВС Росії» становив 12 очок. Однак москвичі, які видали серію з 13 перемог поспіль, змогли на фініші чемпіонату випередити володимирців.
У 2009 році володимирська команда знову впустила шанс посісти перше місце в західній зоні другого дивізіону. На фініші чемпіонату «Торпедо» впритул підібралося в турнірній таблиці до петербурзького «Динамо», але програвши 19 жовтня в очній домашній зустрічі, вийти в лідери не змогло. У цьому сезоні володимирські футболісти провели два матчі з клубами Прем'єр-ліги: у 1/16 фіналу Кубка Росії з «Зенітом» (0:2) і в товариській грі з московським «Спартаком» (0:3).
У 2010 році «Торпедо» виграло турнір в зоні «Захід» другого дивізіону і заслужило право участі в першому дивізіоні.
Протягом перших 11 турів сезону 2011/12 року п'ять тренерів суперників «Торпедо» були відправлені у відставку, які прямим чином чи опосередковано були пов'язан з матчами з клубом з Владимира. У зв'язку з цим Євгена Дурнєва назвали «катом тренерського цеху ФНЛ». У липні 2011 року «Торпедо», обігравши «Спартак-Нальчик», вийшло в 1/8 фіналу Кубка Росії, де поступилося грозненському «Тереку». Перше коло першості ФНЛ «Торпедо» завершило на 10-му місці, але після 32-го туру, маючи в пасиві серію з семи матчів без перемог, опустилося в «зону вильоту». 18 жовтня 2011 року Євген Дурнєв подав заяву про відставку, виконуючим обов'язки головного тренера команди був призначений його помічник Олександр Акімов. Після заключного матчу першого етапу, в якому «Торпедо» здобуло перемогу над московськими одноклубниками, Акімов був затверджений на посаді головного тренера. На другому етапі першості ФНЛ владимирці істотно виправили турнірне становище і після перемоги над «Балтикою» в передостанньому турі забезпечили собі місце в дивізіоні на наступний рік. Нападник «Торпедо» Артем Делькін — найкращий молодий гравець сезону за підсумками голосування уболівальників на сайті ФНЛ — був викликаний до молодіжної збірної Росії.
5 липня 2012 року керівництво володимирського «Торпедо» оголосило про відсутність фінансових можливостей для участі в першості ФНЛ-2012/13 і позбавлення клубу професійного статусу. У 2012 році «Торпедо» виступало в зоні «Золоте кільце» Першості Росії серед аматорських клубів. У травні 2013 року клуб пройшов атестацію в ПФЛ і отримав право в сезоні-2013/14 грати в другому дивізіоні.

## Досягнення та рекорди
- Клас «Б» чемпіонату СРСР
  -  Чемпіон (3): 1966, 1969, 1970

- Друга ліга чемпіонату СРСР
  -  Чемпіон (1): 1974
  -  Срібний призер (1): 1975
  -  Бронзовий призер (2): 1973, 1991

- Найкраще досягнення в Кубку СРСР — 1/16 фіналу (1959/60)
- Найкраще досягнення в першостях Росії — 6-е місце в першій лізі (1993)
- Найкраще досягнення в кубку Росії — 1/8 фіналу (2011/12)
- Рекордсмен клубу за кількістю зіграних матчів у чемпіонатах країни — Наїль Сафаєв (511)
- Найкращі бомбардири — Дмитро Вязьмікін (146); Наїль Сафаєв, Валентин Сатаров (по 116)
- Рекордсмен за сезон — Дмитро Вязьмікін (25 м'ячів, 2004)
- Рекордсмен за матч — 6 м'ячів — Дмитро Вязьмікін («Торпедо» — «Техінвест-М» — 6:1, 1994).

## Виступи в першостях СРСР
У першостях СРСР (клас «Б», друга ліга) команда провела 31 сезон, 1113 матчів: +428=316-369, м'ячі: 1278—1161.
Дебют: 16 квітня 1959 року — «Металург» (Дніпропетровськ) — «Труд» — 1:1.
- Найбільша перемога — 7:0 (над «Локомотивом» Самтредіа, 1973).
- Найбільша поразка — 0:10 (від «Крила Рад» Куйбишев, 1984).

| Рік  | Турнір              | Зона                | Місце   | Іг | В  | Н  | П  | М     | Тренери                             |
| ---- | ------------------- | ------------------- | ------- | -- | -- | -- | -- | ----- | ----------------------------------- |
| 1959 | Клас «Б»            | 1-а                 | 13 (15) | 28 | 6  | 9  | 13 | 26:36 | Юрій Ходотов                        |
| 1960 | Клас «Б»            | 2-а                 | 6 (15)  | 28 | 13 | 6  | 9  | 34:29 | Юрій Верба                          |
| 1961 | Клас «Б»            | 2-а                 | 12 (16) | 24 | 5  | 5  | 14 | 16:32 | Михайло Антоневич                   |
| 1962 | Клас «Б»            | 2-а                 | 11 (16) | 30 | 8  | 9  | 13 | 26:34 | Михайло Антоневич                   |
| 1963 | Клас «Б»            | 1-а                 | 5 (16)  | 30 | 12 | 12 | 6  | 26:23 | Михайло Антоневич                   |
| 1964 | Клас «Б»            | 1-а                 | 5 (17)  | 32 | 14 | 9  | 9  | 34:26 | Євген Кузнєцов                      |
| 1965 | Клас «Б»            | 1-а                 | 13 (19) | 36 | 13 | 8  | 15 | 43:47 | Михайло Антоневич                   |
| 1966 | Клас «Б»            | 2-а                 | 1 (18)  | 34 | 18 | 11 | 5  | 42:20 | Володимир Юлигін                    |
| 1966 | півфінальний турнір | півфінальний турнір | 2 (3)   | 4  | 1  | 1  | 2  | 2:3   | Володимир Юлигін                    |
| 1967 | Клас «Б»            | 2-а                 | 7 (19)  | 36 | 13 | 13 | 10 | 32:23 | Юрій Людницький                     |
| 1968 | Клас «Б»            | 1-а                 | 5 (20)  | 38 | 18 | 13 | 7  | 28:18 | Володимир Юлигін                    |
| 1969 | Клас «Б»            | 1-а                 | 1 (17)  | 32 | 16 | 10 | 6  | 45:23 | Володимир Юлигін                    |
| 1969 | півфінальний турнір | півфінальний турнір | 2 (4)   | 3  | 2  | 0  | 1  | 7:3   | Володимир Юлигін                    |
| 1970 | Клас «Б»            | 1-а                 | 1 (17)  | 32 | 16 | 14 | 2  | 36:17 | Володимир Юлигін                    |
| 1971 | Друга ліга          | 4-а                 | 9 (20)  | 38 | 12 | 14 | 12 | 39:44 | Володимир Юлигін                    |
| 1972 | Друга ліга          | 4-а                 | 9 (19)  | 36 | 11 | 15 | 10 | 45:44 | Валерій Бехтенєв                    |
| 1973 | Друга ліга          | 4-а                 | 3 (18)  | 34 | 16 | 6  | 9  | 65:32 | Іван Золотухін                      |
| 1974 | Друга ліга          | 3-а                 | 1 (20)  | 38 | 21 | 12 | 5  | 62:27 | Іван Золотухін                      |
| 1974 | півфінальний турнір | півфінальний турнір | 3 (6)   | 5  | 3  | 1  | 1  | 8:8   | Іван Золотухін                      |
| 1975 | Друга ліга          | 3-а                 | 2 (20)  | 38 | 22 | 9  | 7  | 60:25 | Іван Золотухін                      |
| 1975 | півфінальний турнір | півфінальний турнір | 4 (6)   | 5  | 1  | 3  | 1  | 4:4   | Іван Золотухін                      |
| 1976 | Друга ліга          | 4-а                 | 9 (21)  | 40 | 13 | 15 | 12 | 32:31 | Іван Золотухін, Володимир Юлигін    |
| 1977 | Друга ліга          | 4-а                 | 15 (21) | 40 | 9  | 15 | 16 | 35:51 | Володимир Юлигін                    |
| 1978 | Друга ліга          | 1-а                 | 12 (24) | 46 | 19 | 10 | 17 | 45:40 | Володимир Юлигін                    |
| 1979 | Друга ліга          | 4-а                 | 14 (25) | 48 | 19 | 11 | 18 | 66:59 | Володимир Юлигін                    |
| 1980 | Друга ліга          | 1-а                 | 9 (19)  | 36 | 16 | 5  | 15 | 46:42 | Володимир Юлигін, Георгій Терентьєв |
| 1981 | Друга ліга          | 2-а                 | 17 (17) | 32 | 6  | 4  | 22 | 24:57 | Георгій Терентьєв                   |
| 1984 | Друга ліга          | 2-а                 | 17 (17) | 32 | 2  | 9  | 21 | 21:64 | Євген Ліксаков                      |
| 1985 | Друга ліга          | 1-а                 | 13 (17) | 32 | 7  | 8  | 17 | 23:53 | Валерій Свінцов                     |
| 1986 | Друга ліга          | 1-а                 | 12 (16) | 30 | 7  | 9  | 14 | 30:39 | Валерій Свінцов                     |
| 1987 | Друга ліга          | 1-а                 | 11 (17) | 32 | 6  | 14 | 12 | 30:36 | Валерій Свінцов                     |
| 1988 | Друга ліга          | 1-а                 | 10 (20) | 38 | 15 | 11 | 12 | 51:55 | Юрій П'янов                         |
| 1989 | Друга ліга          | 1-а                 | 4 (22)  | 42 | 21 | 15 | 6  | 61:25 | Юрій П'янов                         |
| 1990 | Друга ліга          | Центр               | 12 (22) | 42 | 18 | 5  | 19 | 55:51 | Юрій П'янов                         |
| 1991 | Друга ліга          | Центр               | 3 (22)  | 42 | 26 | 5  | 11 | 79:40 | Юрій П'янов                         |

## Виступи в першостях Росії
У першостях Росії (перша, друга, третя ліги, другий дивізіон, турнір КФК «Золоте кільце») команда провела 26 сезонів, 881 матч: +391=195—295, мячи: 1259—1043.
Дебют: 25 квітня 1992 року — «Енергомаш» Бєлгород — «Торпедо» — 0:0.
- Найбільші перемоги — 6:0 (над «Знаменем Труда» Орєхово-Зуєво, 2017); в аматорській футбольній лізі — 10:0 (над «Сухонею» Сокол, 2012).
- Найбільш поразки — 0:5 (від «Чорноморця» Новоросійськ, «Балтики» Калінінград, 1994), 1:6 (від «Зарі» Ленінськ-Кузнецький, 1994; «Арсенала» Тула, 2002; «Тосно», 2014; «Соляріса» Москва, 2017).

| Рік     | Турнір          | Зона             | Місце   | Іг | В  | Н  | П  | М     | Тренери                          |
| ------- | --------------- | ---------------- | ------- | -- | -- | -- | -- | ----- | -------------------------------- |
| 1992    | Перша ліга      | Захід            | 10 (18) | 34 | 12 | 9  | 13 | 53:53 | Юрій П'янов                      |
| 1993    | Перша ліга      | Захід            | 6 (22)  | 42 | 22 | 7  | 13 | 67:53 | Юрій П'янов                      |
| 1994    | Перша ліга      |                  | 19 (22) | 42 | 13 | 5  | 24 | 52:81 | Юрій П'янов                      |
| 1995    | Друга ліга      | Центр            | 20 (21) | 40 | 10 | 5  | 25 | 42:80 | Микола Павельєв                  |
| 1996    | Третя ліга      | 4-а              | 4 (15)  | 30 | 17 | 4  | 9  | 47:35 | Микола Павельєв                  |
| 1997    | Третя ліга      | 4-а              | 3 (19)  | 36 | 21 | 10 | 15 | 60:27 | Євген Скоморохов                 |
| 1998    | Другий дивізіон | Центр            | 10 (21) | 40 | 15 | 10 | 15 | 37:37 | Анатолій Соловйов                |
| 1999    | Другий дивізіон | Центр            | 18 (19) | 36 | 6  | 7  | 23 | 35:64 | Юрій П'янов                      |
| 2000    | КФК             | «Золоте кільце»  | 1 (15)  | 28 | 24 | 2  | 2  | 75:18 | Юрій П'янов                      |
| 2000    | КФК             | фінальний турнір | 4 (6)   | 5  | 2  | 1  | 2  | 8:12  | Юрій П'янов                      |
| 2001    | Другий дивізіон | Захід            | 13 (20) | 38 | 13 | 7  | 18 | 40:52 | Юрій П'янов, Валерій Іванов      |
| 2002    | Другий дивізіон | Захід            | 16 (20) | 38 | 8  | 9  | 21 | 40:68 | Валерій Іванов, Євген Скоморохоі |
| 2003    | Другий дивізіон | Захід            | 11 (20) | 38 | 11 | 11 | 14 | 37:48 | Валерій Іванов                   |
| 2004    | Другий дивізіон | Захід            | 1 (17)  | 32 | 18 | 10 | 4  | 59:22 | Олег Стогов                      |
| 2005    | Другий дивізіон | Захід            | 3 (17)  | 32 | 16 | 11 | 5  | 50:23 | Олег Стогов                      |
| 2006    | Другий дивізіон | Захід            | 5 (18)  | 34 | 16 | 9  | 9  | 53:36 | Олег Стогов                      |
| 2007    | Другий дивізіон | Захід            | 4 (16)  | 30 | 15 | 7  | 8  | 44:27 | Євген Дурнєв                     |
| 2008    | Другий дивізіон | Захід            | 2 (19)  | 36 | 24 | 7  | 5  | 54:14 | Євген Дурнєв                     |
| 2009    | Другий дивізіон | Захід            | 2 (19)  | 36 | 22 | 7  | 7  | 59:25 | Євген Дурнєв                     |
| 2010    | Другий дивізіон | Захід            | 1 (17)  | 32 | 20 | 8  | 4  | 64:25 | Євген Дурнєв                     |
| 2011/12 | Перший дивізіон |                  | 12 (20) | 48 | 17 | 10 | 21 | 62:73 | Євген Дурнєв, Олександр Акімов   |
| 2012    | КФК             | «Золоте кільце»  | 4 (15)  | 14 | 8  | 3  | 3  | 35:7  | Олександр Акімов                 |
| 2013/14 | ПФЛ             | Захід            | 6 (17)  | 32 | 14 | 7  | 11 | 48:38 | Олександр Акімов                 |
| 2014/15 | ПФЛ             | Захід            | 8 (16)  | 30 | 14 | 6  | 10 | 41:36 | Олександр Акімов                 |
| 2015/16 | ПФЛ             | Захід            | 5 (15)  | 28 | 14 | 9  | 5  | 37:24 | Євген Дурнєв                     |
| 2016/17 | ПФЛ             | Захід            | 7 (14)  | 26 | 9  | 8  | 9  | 30:31 | Євген Дурнєв, Олександр Акімов   |
| 2017/18 | ПФЛ             | Захід            | 8 (14)  | 26 | 10 | 6  | 10 | 38:34 | Олександр Акімов                 |

- 4 сезона в першій лізі
- 18 сезонів у другому дивізіоні
- 2 сезони в третій лізі (професіональній)
- 2 сезони в КФК (третьому дивізіоні, аматорському)

## Відомі гравці
Владимирське «Торпедо» було першою командою в кар'єрі двох заслужених майстрів спорту СРСР — Валентина Афоніна та Віктора Лосєва. Також у різні роки за «Торпедо» грали понад 20 майстрів спорту СРСР та Росії.
- Валентин Афонін (виступав за «Труд» і «Трактор» в 1959-1960 роках) — учасник двох чемпіонатів світу (1966 і 1970, чемпіон СРСР (1970) у складі ЦСКА.
- Віктор Лосєв (виступав за «Торпедо» в 1977-1978 роках) — олімпійський чемпіон (1988), срібний (1986) і бронзовий (1990) призер чемпіонатів СРСР у складі «Динамо» Москва.
- Володимир Сучилін (виступав за «Мотор» і «Торпедо» в 1971-1975 роках, в 1980 році — граючий тренер) — чемпіон СРСР (1976, осінь) у складі «Торпедо» Москва.
- Максим Путілін (виступав за «Торпедо» в 1984 і 1987-1991 роках) — володар Кубка Росії (1993) в складі «Торпедо» Москва.
- Дмитро Вязьмікін (виступав за «Торпедо» в 1992-1994 та 2004-2010 роках) — бронзовий призер чемпіонату Росії (2000) у складі «Торпедо» Москва, найкращий бомбардир чемпіонату Росії (2001). Найцінніший гравець володимирського «Торпедо» за перші 50 років існування клубу за підсумками голосування уболівальників[5].
- Андрій Гашкін (виступав за «Торпедо» в 1988 році) — бронзовий призер чемпіонату Росії (2000) в складі «Торпедо» Москва.
- Олег Стогов (виступав за «Торпедо» в 1984 році) — срібний призер чемпіонату Росії (1993) в складі «Ротора».
- Владислав Хахалєв (виступав за «Торпедо» в 1987—1991, 1995—1999, 2002—2003 роках) — переможець Кубка Марокко (1993).
- Денис Євсіков (вихованець володимирської СДЮШОР) — чемпіон Росії (2003), переможець Кубка Росії (2002) у складі ЦСКА.

## Склад команди
Станом на 1 лютого 2019, згідно з офіційним сайтом ПФЛ.
| № | Поз. | Нац.  | Гравець            |
| - | ---- | ----- | ------------------ |
|   | ВР   | Росія | Пилип Харін        |
|   | ВР   | Росія | Артем Ковешніков   |
|   | ВР   | Росія | Віталій Потепалов  |
|   | ЗХ   | Росія | Андрій Гладишев    |
|   | ЗХ   | Росія | Валерій Каптилов   |
|   | ЗХ   | Росія | Олександр Мяшніков |
|   | ЗХ   | Росія | Денис Перфілов     |
|   | ЗХ   | Росія | Сергій Шалін       |
|   | ЗХ   | Росія | Микола Тарасоі     |
|   | ЗХ   | Росія | Ілля Зінін         |
|   | ПЗ   | Росія | Павло Бичков       |
|   | ПЗ   | Росія | Дмитро Чернухін    |

| № | Поз. | Нац.  | Гравець             |
| - | ---- | ----- | ------------------- |
|   | ПЗ   | Росія | Дмитро Хохлов       |
|   | ПЗ   | Росія | Олександр Кузьменко |
|   | ПЗ   | Росія | Ігор Родіонов       |
|   | ПЗ   | Росія | Дмитро Сапельніков  |
|   | ПЗ   | Росія | Максим Сасс         |
|   | ПЗ   | Росія | Микита Сасс         |
|   | ПЗ   | Росія | Євген Тараканов     |
|   | ПЗ   | Росія | Роберт Ямліханов    |
|   | НП   | Росія | Микита Андреєв      |
|   | НП   | Росія | Максим Нестеров     |
|   | НП   | Росія | Дмитро Забродін     |

## Уболівальники
Фанатський рух у Владимирі зародився у 1983 році. Ініціаторами стали місцеві вболівальники московського «Спартака». У 1987 році владимирські фани здійснили перший в своїй історії виїзд на матч «Торпедо» в Орєхово-Зуєво. Найактивнішим та найчисленнішим угрупованням Sturdy Fighters 03, створене в 2003 році.

## Факти
- У 1973-1975 роках кольори «Торпедо» захищав Юрій Іванов — майстер спорту, на початку XXI століття - журналіст газети «Спорт-Експрес». Незважаючи на те, що професіонального спорту в СРСР офіційно не існувало, в трудовій книжці Іванова 15 листопада 1972 року у відділі кадрів тракторного заводу було зроблено запис «Зарахований у ФК «Мотор» футболістом»[7].
- У 1994 році «Торпедо» вперше в історії чемпіонатів Росії серед команд першої ліги заявило до складу легіонера з далекого зарубіжжя. Ним був студент технічного університету Амаду Коне з Малі[8].
- Два роки поспіль — у 1993-у та 1994-у — «Торпедо», яке виступало в першій лізі, проводило два перших домашні матчі не у Владимирі, а в Судогді, на стадіоні «Червоний Хімік», оскільки поле в обласному центрі на той час ще не було готове[9]. У 2011 році, після повернення до першої ліги «Торпедо», знову з тієї ж причини розпочинало сезон не в рідному місті — в якості домашньої арени був використаний стадіон «Нові Хімки» у підмосковних Хімках.